# Lego Universe
Lego Universe fue un juego multijugador en línea masivo que estuvo disponible desde octubre  2010 hasta enero  2012. El juego fue desarrollado por NetDevil y lanzado el 26 de octubre de 2010, con una apertura anticipada (8 de octubre de 2010) para los futuros fundadores de Lego,  que consistía en usuarios que pre-ordenaron el juego. Fue distribuido globalmente por Warner Bros. Interactive Entertainment. Su lanzamiento se retrasó con respecto a las estimaciones originales de 2009, Lego lanzó "teasers" en 2007 y finales de noviembre de 2008 para promocionar el juego,  y también en 2009 para una última promoción. El juego estaba disponible en inglés y alemán. Los servidores se cerraron permanentemente el 30 de enero de 2012 debido a 'ingresos insatisfactorios' desde dentro del público objetivo del juego.

## Historia

### Trama
Lego Universe tuvo lugar en un universo alternativo poblado por minifiguras de Lego . La premisa es que hace años, un equipo de cuatro minifiguras emprendió un gran viaje para buscar la última esencia de la Imaginación pura: Doctor Overbuild, Duke Exeter, Hael Storm, y Baron Typhonus. Después de haberlo encontrado en el misterioso planeta Crux, el codicioso magnate de la expedición, el barón Typhonus, fue atraído hacia la fuente, fusionándose con ella para crear una vorágine de caótica energía oscura. Sin embargo, a pesar de que el Doctor Overbuild tapó el agujero, el estrés hizo que Crux explotara en miles de otros mundos. Después del incidente, los exploradores decidieron formar sus propias facciones: el Doctor Overbuild creó la Asamblea, el Duque Exeter formó los Centinelas, Hael Storm lideró la "Venture League" y la protegida del Barón, Vanda Darkflame, creó la "Paradox". Las facciones trabajaron juntas para crear la Fuerza Nexus con el fin de destruir a Maelstrom y sus secuaces. El "Venture Explorer", un barco que transporta nuevos reclutas, está siendo atacado por Maelstrom. El jugador, a bordo del barco, escapa a  los Jardines Avant con la ayuda de "Sky Lane". Aquí, un desastre que involucra a Paradox ha infectado a los Jardines Avant con Maelstrom y ha liberado a una bestia llamada Reina Araña. Después de viajar por el mundo y descubrir la ubicación de la Reina Araña, el jugador destruye a la Reina Araña en el Patio de Bloques y reclama su primera Propiedad, donde podrían colocar modelos y ladrillos recolectados. En ese momento, los jugadores pueden viajar a la estación "Nimbus" si pagan la membresía, donde eligen a qué facción unirse. Desde allí, el jugador podría viajar a otros mundos como Forbidden Valley o Gnarled Forest.

### Facciones
El juego constaba de cuatro facciones, a las cuales el jugador solo podía unirse a una. Cada facción tenía tres especialidades que tenían 3 rangos y equipamiento diferentes. Había dos armas especiales por facción que se pueden comprar en la Torre Nexus. Los Centinelas se basan en el combate y utilizan armas y armaduras pesadas. Sus especialidades incluyen Guerrero, Sámurai y Guardián Espacial. La Venture League se basa en la exploración, utilizando combinaciones de armas ligeras y ataques rápidos. Sus especialidades incluyen Temerario, Pirata y Aventurero. La Asamblea se enfoca en construir y crear, usando equipo que construye armas. Sus especialidades incluyen ingeniero, invocador e inventor. La paradoja se basa en estudiar la Vorágine y usarla contra sí misma, principalmente mediante ataques a distancia. Sus especialidades incluyen Merodeador del Espacio, Hechizo y Ninja.

### Mundos

#### "Venture Explorer"
Después de crear una minifigura, los jugadores llegaron al Venture Explorer. Actúaba como un tutorial para los recién llegados, enseñando los conceptos básicos de correr, saltar y destruir. Al final, los jugadores construyeron un cohete y se dirigieron a los Jardines Avant con la ayuda de Sky Lane. Además, los miembros pudieron participar en la "Vuelta al Venture Explorer" con enemigos difíciles como "Hammer Stromlings", "Corrupted Sentries", "Hammerhurl Stromlings" y "Elite Dark Spiderlings"; aunque esto no fue parte de ningún tutorial.

#### Jardines Avant
Este es el segundo mundo que visitarían los jugadores. Introduce a los recién llegados a los escenarios básicos de la misión y los prepara para lo que pronto se enfrentarán. Además de las misiones de la historia, hubo misiones secundarias y actividades adicionales como supervivencia y carreras a pie. Los jugadores con membresías vieron esto como la primera zona para ver mascotas domesticables. Los minions Maelstrom aquí son fáciles, como "Stromling", "Stromling Mech" y "Dark Spiderling", nacido del jefe de "Block Yard", la Reina Araña. El minijuego aquí es Supervivencia  Jardín Avant . Aquí debes sobrevivir contra Stromlings, Dark Spiderlings, Stromling Mechs y otros enemigos más difíciles de destruir. Jardines Avant es donde puedes domesticar mascotas como Doberman, Triceratops y Buffalo. Las dos propiedades donde puedes construir tus creaciones en Jardines Avant son "Block Yard" y "Avant Grove".

#### Estación Nimbus
Estación Nimbus actuó como el centro para los miembros y fue el tercer mundo que visitarán los jugadores. Aquí, puede acceder a la mayoría de los otros mundos. Después de la séptima misión, debes seleccionar una de las 4 facciones (La Asamblea, Centinelas, Venture League o Paradox). Aquí puedes participar en una carrera contra otras minifiguras en el circuito Vértigo Loop. También puedes participar en la batalla de la estación Nimbus, un evento similar a la supervivencia en Jardines Avant pero que incorpora un sistema de olas y que tiene lugar en el pasado de la estación Nimbus, luchando contra enemigos más fuertes. Los miembros disfrutaron de muchas características en la Estación Nimbus, incluidas más opciones de mascotas. También había una plataforma de cohetes a Frostbrugh [válida de diciembre a febrero de 2010/11] cerca de Navidad, el portal a Starbase 3001 y la puerta del club Lego [cerca de Red Blocks]. Las propiedades aquí son Roca Nimbus y Isla Nimbus. Las mascotas aquí son Perro Robot y Mascotas Mofeta. No había enemigos en la estación Nimbus, excepto los de la batalla de la estación Nimbus.

#### Cala de mascotas
La cala de mascotas fue la clave de todo lo relacionado con las mascotas. Fue principalmente un centro para que los jugadores con membresías aprendieran a domesticar mascotas y hacer acrobacias con sus mascotas. Obviamente, esta sería la zona donde estará disponible una gran variedad de Mascotas.

#### Bosque nudoso
El bosque nudoso era una zona de estilo bosque, infestada de piratas en la que los jugadores podían experimentar el cambio de características iniciales a características normales. Las minifiguras aprenderían muchas habilidades nuevas aquí y desbloquearían muchas armas nuevas. Esta es la primera zona que presenta a los jugadores a las armas. Las mascotas que se podían conseguir en este mundo eran una tortuga, un jabalí, un cocodrilo, un elefante y un cangrejo ermitaño.

#### Valle Prohibido
Valle Prohibido se desbloqueó al mismo tiempo que el bosque nudoso. Fue el primer mundo con temática de ninjas, y fue principalmente rocoso, oscuro y estéril, con muchos desniveles y acantilados. El área central del Valle Prohibido era un árbol enorme que era una especie de zona segura. Incluía un minijuego en el que el jugador podía luchar contra tres dragones. También introdujo varios enemigos nuevos, como el Dark Ronin y un tipo de Dark Ronin que montaba un caballo esqueleto.

#### Torre Nexus
Torre Nexus era el centro de todo lo informativo en términos de facciones. Aquí uno podría aceptar misiones del líder de la facción e interactuar con otras cosas dentro de la Torre Nexus. La última pieza del Imagination Nexus se guarda aquí. Al igual que la estación Nimbus, la torre Nexus no tenía enemigos.

#### Crux Prime
Crux Prime fue el más grande de los fragmentos planetarios creados en la explosión de Crux. Aquí puedes encontrarte con muchos enemigos que has conocido antes, pero en una forma más fuerte junto con jefes de todas las variedades (como Stromling Invaders), y también una gran cantidad de  esqueletos Ninjago, directamente del Monasterio Ninjago, que intentan extraer Cristales Maelstrom. Solo hay 7 personajes con los que el jugador puede interactuar en Crux Prime. Los enemigos también incluían a los 'líderes' de los tipos de enemigos (por ejemplo, Butterscorch, el líder del dragón). Todos los enemigos líderes aparecen en un color ligeramente diferente al de otros invasores de Crux Prime. La única mascota domesticada aquí era el Dragón Esqueleto, que era domesticable como parte de la historia principal de Crux Prime.

#### Monasterio Ninjago
El Monasterio Ninjago fue un nuevo mundo de Lego Universe agregado al juego dentro de una nueva versión del juego el 20 de septiembre de 2011. Presentaba más ampliamente que Crux Prime el tema de Lego Ninjago. El mundo en comparación con los otros mundos era uno de los más grandes. Incluía el Monasterio Ninjago, Campos de batalla de esqueletos y las Cuevas Ninjago. Los jugadores al llegar siguieron una cadena de misiones para aprender los cuatro elementos del Spinjitsu, de los cuatro ninjas en sus templos dentro del monasterio, y ayudar a defender el Monasterio de los esqueletos. Con el mundo también llegó una nueva función de elaboración conocida como juego de cocina. Un vendedor en el Monasterio Ninjago intercambió un artículo consumible especial a cambio de artículos consumibles comunes que se encuentran alrededor del Universo Lego. Aparte de la cadena de misiones principal que era aprender Spinjitsu, había varias otras cadenas de misiones secundarias disponibles para los jugadores. El mundo del Monasterio Ninjago incluía muchas misiones y acertijos diarios nuevos. El Monasterio Ninjago también incluyó una mascota dragón de tierra que se puede domesticar después de completar ciertas misiones. El Monasterio Ninjago fue la última gran incorporación al Universo Lego. Se planeó (y se anunció) una batalla contra Lord Garmadon en el templo del fuego para agregarla al juego, pero no se implementó como resultado del cierre del servidor en enero de 2012.

## Gameplay
Lego Universe reunió a jugadores de todo el mundo para construir y luchar contra Maelstrom y sus secuaces. El jugador asumió el papel de una minifigura de Lego y viajó a varios mundos temáticos, cada uno con diferentes enemigos y desafíos. Los jugadores podrían recolectar y ganar equipo que podría usar y con el que luchar para ayudarlos a lograr una amplia gama de objetivos establecidos. Además, los jugadores pueden tener especialidades, cada una con su equipo único. Además, las minifiguras podrían ganar rangos que les permitan usar equipo más avanzado.
Los mundos completos accesibles eran el Bosque nudoso con temática pirata, la Estación Nimbus orientada a las facciones, los Jardines Avant verdes y festivos, la Torre Nexus de alta tecnología, Crux Prime con sede en Maelstrom, el Monasterio Ninjago del mundo Ninjago y el Valle Prohibido, basado en ninjas. Los jugadores utilizaron naves espaciales personalizadas para viajar entre estos mundos. En estos mundos se encuentran tres pistas de carreras que permiten a los jugadores competir entre sí con autos de carreras personalizados.
A lo largo del juego, los jugadores pueden recolectar piezas de Lego que pueden usarse para construir libremente modelos en sus propiedades personales. Las propiedades se pueden configurar para permitir solo a ciertos amigos o para dar acceso a cualquier persona en el juego.

## Promoción

### Tráileres
El tráiler original, filtrado a principios de 2008, mostró los primeros conceptos del juego. Estos incluyen la personalización de personajes utilizando el método tradicional de Lego, un taller donde se crea un automóvil a partir de ladrillos de Lego, una ciudad de Lego poblada con escenarios de numerosos temas diferentes y una breve batalla teatral entre una minifigura de Lego con parche en el ojo y un "Darkling". En enero de 2010, se mostraron seis nuevos videos de juegos, una entrevista y otro avance en CES 2010 y se lanzaron en Internet. Un tráiler de estilo teatral que representa la historia de fondo fue revelado en el E3 Gaming Expo.

### Bradford Rant
En noviembre de 2009, un sitio web para el ficticio "Bradford-Rant Institute for Cosmic Kinesis" se vinculó en la página web de Lego Universe. El instituto supuestamente estaba rastreando siete "Pods" de Lego, que aterrizaron en varias partes de los Estados Unidos y Europa. Los fanáticos pudieron rastrear y encontrar estas cápsulas, todas las cuales aterrizaron entre noviembre de 2009 y principios de enero de 2010. Una vez que se encontró una cápsula, sus datos se publicaron en la página de Bradford-Rant. Después de que se encontraron todos los Pods, se lanzó un nuevo avance de Lego Universe y el lema del juego, "Responde la llamada: Salva la imaginación".

### La gran misión de la minifig
En enero de 2010, la promoción Bradford Rant se traspasó a la promoción "La Gran Misión Minifig" en la que los titulares de cuentas de Lego completan misiones para ayudar a las minifigs a ingresar al universo. Las misiones se lanzan a una tasa aproximada de una por semana cuando se actualiza el sitio. Cuando comenzó la promoción, tenía un temporizador que finalizaba el 2 de abril de 2010 a las 12:00 a.m. de la medianoche, GMT, que es el 1 de abril a las 8:00 p.m. ET. El 27 de marzo, el temporizador se reinició al 2 de junio de 2010 a las 12:00 a. M. GMT o al 1 de junio a las 8:00 p. M. ET.

### E3 2010
Del 15 al 17 de junio de 2010, el Lego Universe Team organizó un evento en la 2010 E3 Gaming Expo, donde los asistentes pudieron jugar en la Beta. Fue durante este evento que se anunció el distribuidor global de Lego Universe, Warner Bros. Interactive Entertainment, junto con la fecha de lanzamiento oficial..

## Pruebas

### Alpha
A partir del 8 de diciembre de 2009, los miembros de Lego Kids Inner Circle que habían sido miembros antes del 7 de diciembre fueron invitados a probar el juego antes de que comenzara la versión beta. Antes de esto, las únicas personas que podían jugar eran los empleados de Lego y sus amigos y familiares. El juego estaba en un estado muy temprano; solo unos pocos mundos estaban listos para probar, y las partes que se podían reproducir tenían varios fallos. A medida que pasaba el tiempo, se solucionaron problemas técnicos y se abrieron más mundos. Varios conceptos probados en la prueba Alfa no llegaron a la Beta y fueron descartados.

### Beta
En enero de 2010, Lego anunció que, en el Consumer Electronics Show, habría una demostración y registros para las pruebas beta.
El enlace a la página de suscripción de la beta cerrada se filtró originalmente en la página de Twitter de un productor de LU, lo que permite que algunas personas se registren en el juego antes que nadie. La edición de febrero del boletín de Lego Universe, publicado poco después, también contenía un enlace a la página de registro Beta de Lego Universe, donde los suscriptores podían registrarse para tener la oportunidad de estar en la Prueba Beta solo para PC (a través de un Mac la versión fue lanzada más tarde durante las pruebas). Los miembros de My Lego Network en Lego.com también recibieron un mensaje invitándolos a inscribirse en la Beta. En marzo, el sitio web de Lego Universe incluyó un enlace en un artículo directamente a las suscripciones Beta. Las invitaciones beta de Lego Universe se enviaron a la primera ronda de probadores no alfa el 10 de marzo; la prueba beta finalizó el 26 de septiembre a las 7:59 PM EDT (29 de septiembre a la 1:00 PM EDT, en el servidor alemán) para prepararse para el lanzamiento de "Fundadores" el 8 de octubre.

## Compra
Lego Universe se basó en una suscripción conocida como "Game-Time". Un jugador puede elegir entre suscripciones de uno, seis y doce meses (los tiempos de suscripción de seis y doce meses ofrecen bonificaciones especiales en el juego cuando se compran). Una vez que un usuario compró una suscripción, el código de recarga de Game Time se envió periódicamente en función de la suscripción que se compró, mediante un proceso conocido como renovación automática. Game Time también se puede comprar en forma de tarjetas de juego no renovadas.

### Compra normal
Lego Universe estuvo disponible para pedido normal el 27 de octubre de 2010. El pedido normal se envió solo con el DVD de Lego Universe y un mes de tiempo de juego gratuito, aunque ocasionalmente surgieron promociones que proporcionaron artículos exclusivos adicionales. El juego también estaba disponible para su descarga en línea, a través de servicios como Steam.

### Free-to-Play
Además de los paquetes de membresía normales, el juego también ofrecía una opción de juego gratuito con ciertas limitaciones, como que solo había dos mundos disponibles para jugar gratis, uno era Venture Explorer, un mundo tutorial, y el otro Jardines Avant. Podrías participar en la lucha contra la Reina Araña y tener equipo temporal que incluye armaduras y armas para cada Facción. Había un botón que preguntaba a los jugadores si querían convertirse en miembros de pleno derecho, donde tendrían acceso a todas partes del Universo y podrían hacer más misiones y logros. Free to play requería que el usuario ingresara una identificación y contraseña de Lego y creara un personaje con ciertos nombres, mientras que los miembros podían tener sus propios nombres inventados. También estaban limitados a tener un máximo de 10,000 monedas para comprar artículos y comida. Tenían acceso a Block Yard, donde podían construir sus propias creaciones. No se les permitió comerciar con otras minifiguras o tener más de cinco amigos en su lista de amigos.
Muchos jugadores pensaron que era un desafío subir de nivel después de completar la historia principal, sin embargo, muchos jugadores participaron en la opción de juego gratuito. La idea de jugar gratis vino de un fan de la sección "preguntar a Max" del sitio web.

### Cierre de los servidores
El lunes 30 de enero de 2012, precisamente a la medianoche, los servidores de Lego Universe se cerraron y el juego ya no está disponible para jugar. Jesper Vilstrup, vicepresidente de Lego Universe, declaró: "Desafortunadamente, no hemos podido construir un modelo de ingresos satisfactorio en nuestro grupo objetivo y, por lo tanto, hemos decidido cerrar el juego." Durante el último mes de Lego Universe, a los jugadores con membresía se les ofreció un mes de juego sin costo como 'Gracias' del Equipo de Lego Universe. Un nuevo MMORPG titulado 'Lego Minifigures Online' fue lanzado el 29 de junio de 2015 como un juego sucesor hasta su cierre el 30 de septiembre de 2016.

### Proyectos de restauración
Tras el cierre del juego, algunos fanáticos comenzaron proyectos para revivir el juego a través de la emulación. El proyecto más notable es Darkflame Universe, que ha tenido conversaciones con LEGO Group. El 3 de octubre de 2021, Darkflame Universe anunció que abandonarán el alojamiento privado de un servidor y se convertirán en código abierto a finales de este año, debido a que no pudieron llegar a un acuerdo legal con el Grupo LEGO con respecto al juego público en línea..

## Críticas
Lego Universe recibió una puntuación de Metacritic de 70/100 y una puntuación de GameRankings de 72.44%.